# Koen Casteels
Koen Casteels (Bonheiden, 25 juni 1992) is een Belgisch doelman in het betaald voetbal. Hij verruilde in juni 2024 na negen seizoenen VfL Wolfsburg voor het Saoedische Al Qadisya uit de Saudi Premier League. De doelman werd in 2013 voor de eerste keer geselecteerd voor het Belgisch voetbalelftal en speelde uiteindelijk van 2020 tot 2024 twintig interlands. Op het EK 2024 in Duitsland was hij titularis.

## Clubcarrière

### Jeugd
Casteels startte zijn carrière op amper vier en een half jarige leeftijd bij KAC Betekom. KRC Genk nam hem in 2002 op tienjarige leeftijd over, en hij groeide daar uit tot talentvolle doelman in de A- kern onder leiding van keepertrainer Gilbert Roex.

### KRC Genk
In 2008 zat hij een eerste keer op de bank bij de A-selectie. In 2009 werd Casteels definitief opgenomen in de A-kern. Bij Genk was hij reservedoelman. Casteels leek voorbestemd om eerste doelman te worden bij Genk, maar het was Thibaut Courtois die een vaste plek onder de lat kreeg.

### TSG 1899 Hoffenheim
In de zomer van 2011 vertrok hij naar TSG 1899 Hoffenheim, waar hij een contract voor vier seizoenen ondertekende. Hij werd overgenomen voor €1.200.000,-. Bij Genk had hij nog een contract tot 2013, maar omdat Genk ook Courtois in de rangen had, kwam hij weinig aan spelen toe. Ook Schalke 04 had interesse getoond in de doelman.
Casteels kwam in zijn eerste seizoen bij Hoffenheim niet aan spelen toe in het eerste elftal. Hij speelde in het tweede elftal in de Regionalliga. Hij startte het seizoen 2012/13 als tweede doelman. Door de blessure van eerste doelman Tim Wiese maakte Casteels op 23 september 2012 zijn debuut in de Bundesliga tegen Hannover 96. In de tweede helft van het seizoen 2012/13 werd hij eerste doelman. Op 18 november 2013 werd zijn contract verlengd tot medio 2017. Op dat ogenblik is hij de jongste nummer één onder de lat in de Bundesliga. Op 6 april 2014 brak Casteels zijn rechterscheenbeen na een ongelukkig contact met Hertha BSC-aanvaller Adrián Ramos, waardoor hij deelname aan het wereldkampioenschap voetbal 2014 misliep. Hij speelde voor Hoffenheim 39 Bundesliga-wedstrijden, twee barragewedstrijden voor het behoud tegen 1. FC Kaiserslautern en twee bekerwedstrijden.

### VfL Wolfsburg

#### Uitleenbeurt aan Werder Bremen
In de winterstop van het seizoen 2014/15 werd hij overgekocht door VFL Wolfsburg voor €1.500.000,-. Casteels ondertekende een contract voor drieeënhalf jaar bij de toenmalige nummer twee uit de Bundesliga, die hem evenwel meteen voor de rest van het seizoen uitleende aan reeksgenoot en degradatiekandidaat SV Werder Bremen. Daar zat Casteels aanvankelijk op de bank voor Raphael Wolf, maar vanaf de 29e speeldag kreeg hij er zijn kans van trainer Viktor Skrypnyk. Hij kwam uiteindelijk zesmaal in actie voor Werder Bremen, dat uiteindelijk nog tiende eindigde.

#### Eerste seizoenen
Op 1 augustus 2015 won Casteels in zijn eerste officiële wedstrijd voor Wolfsburg meteen een prijs: in de DFL-Supercup hielp hij zijn club aan een 1-1-gelijkspel tegen Bayern München en stopte hij in de strafschoppenreeks een penalty van Xabi Alonso. Later die maand kwam hij driemaal in actie in de Bundesliga, maar werd daarna vervangen door Diego Benaglio. In zijn eerste seizoen bij Wolfsburg speelde hij 17 officiële wedstrijden in alle competities, inclusief twee wedstrijden in de achtste finale van de Champions League tegen KAA Gent.
Ook in het seizoen 2016/17 moest Casteels de plek onder de lat delen met Benaglio, in die mate dat hij gelinkt werd aan een vertrek. Op het einde van het seizoen verzekerde Wolfsburg het behoud door, met Casteels in doel, in de play-downs tweemaal met 1-0 te winnen van Eintracht Braunschweig.

#### Eerste doelman
Na het vertrek van Benaglio in 2017 werd Casteels de onbetwistbare eerste doelman bij Wolfsburg. Casteels, die voordien met het rugnummer 28 speelde bij Wolfsburg, erfde ook het rugnummer 1 van zijn naar AS Monaco vertrokken voorganger. Daarbovenop kreeg de Belg ook nog een contractverlenging tot 2021. Ook in het seizoen 2017/18 had Wolfsburg barragewedstrijden nodig om zich te redden (ditmaal tegen Holstein Kiel), maar toch nam het Duitse toonaangevende voetbalmagazine Kicker hem op het einde van het seizoen op in zijn Elftal van het Jaar. In de zomer van 2018 werd zijn naam genoemd bij FC Barcelona als potentiële opvolger voor Jasper Cillessen.
In de zomer van 2018 kreeg Casteels er met de Oostenrijkse doelman Pavao Pervan een stevige concurrent bij, maar de Belg bleef eerste doelman. Na twee moeilijke seizoenen eindigde Wolfsburg in het seizoen 2018/19 zesde. In december 2019 werd het contract van Casteels opengebroken tot 2024.
In het seizoen 2020/21 zette Casteels een straffe prestatie neer door zijn netten 673 minuten schoon te houden in de Bundesliga. Op 18 mei 2020 speelde hij tegen FC Augsburg zijn 156e Bundesliga-wedstrijd, een evenaring van het aantal dat Jean-Marie Pfaff tussen 1982 en 1988 behaalde. In mei 2021 plaatste Casteels zich met Wolfsburg voor de Champions League, nadat de club vierde eindigde in de Bundesliga – het beste resultaat sinds de tweede plaats in 2015.
In de zomer van 2021 kreeg Casteels er met Aster Vranckx, Sebastiaan Bornauw en Dodi Lukebakio drie landgenoten bij in de Volkswagen-Arena. In augustus van dat jaar duidde Mark van Bommel, de nieuwe trainer van Wolfsburg, de doelman aan als nieuwe aanvoerder van de club. In maart 2022 bereikte Casteels een mijlpaal: hij speelde zijn 220ste wedstrijd in de Bundesliga. Geen enkele Belg speelde er meer. Hiermee brak hij het record van Daniel Van Buyten.

### Al-Qadisya
In juni 2024 was Casteels einde contract bij Wolfsburg. Er was interesse van onder meer RSC Anderlecht maar de doelman koos voor een avontuur in Saudi-Arabië. Op 10 juni 2024 tekende de Belg er een contract voor drie seizoenen bij Al-Qadisya, dat uitkomt in de Saudi Premier League.

## Statistieken
| Seizoen         | Club                   | Competitie           | Competitie | Competitie | Beker | Beker | Europa | Europa | Supercup | Supercup | Totaal | Totaal |
| Seizoen         | Club                   | Competitie           | Wed.       | Dlp.       | Wed.  | Dlp.  | Wed.   | Dlp.   | Wed.     | Dlp.     | Wed.   | Dlp.   |
| --------------- | ---------------------- | -------------------- | ---------- | ---------- | ----- | ----- | ------ | ------ | -------- | -------- | ------ | ------ |
| 2009/10         | KRC Genk               | Jupiler Pro League   | 0          | 0          | 0     | 0     | 0      | 0      | 0        | 0        | 0      | 0      |
| 2010/11         | KRC Genk               | Jupiler Pro League   | 0          | 0          | 0     | 0     | 0      | 0      | —        | —        | 0      | 0      |
| Club Totaal     | Club Totaal            | Club Totaal          | 0          | 0          | 0     | 0     | 0      | 0      | 0        | 0        | 0      | 0      |
| 2011/12         | TSG 1899 Hoffenheim II | Regionalliga Süd     | 23         | 0          | 0     | 0     | —      | —      | —        | —        | 23     | 0      |
| 2012/13         | TSG 1899 Hoffenheim II | Regionalliga Südwest | 7          | 0          | 0     | 0     | —      | —      | —        | —        | 7      | 0      |
| 2014/15         | TSG 1899 Hoffenheim II | Regionalliga Südwest | 2          | 0          | 0     | 0     | —      | —      | —        | —        | 2      | 0      |
| Club Totaal     | Club Totaal            | Club Totaal          | 32         | 0          | 0     | 0     | 0      | 0      | 0        | 0        | 32     | 0      |
| 2012/13         | TSG 1899 Hoffenheim    | Bundesliga           | 18         | 0          | 0     | 0     | —      | —      | —        | —        | 18     | 0      |
| 2013/14         | TSG 1899 Hoffenheim    | Bundesliga           | 23         | 0          | 2     | 0     | —      | —      | —        | —        | 25     | 0      |
| 2014/15         | TSG 1899 Hoffenheim    | Bundesliga           | 0          | 0          | 0     | 0     | —      | —      | —        | —        | 0      | 0      |
| Club Totaal     | Club Totaal            | Club Totaal          | 41         | 0          | 2     | 0     | 0      | 0      | 0        | 0        | 43     | 0      |
| 2014/15         | VfL Wolfsburg          | Bundesliga           | 0          | 0          | 0     | 0     | 0      | 0      | —        | —        | 0      | 0      |
| Club Totaal     | Club Totaal            | Club Totaal          | 0          | 0          | 0     | 0     | 0      | 0      | 0        | 0        | 0      | 0      |
| 2014/15         | → Werder Bremen        | Bundesliga           | 6          | 0          | 1     | 0     | —      | —      | —        | —        | 7      | 0      |
| Club Totaal     | Club Totaal            | Club Totaal          | 6          | 0          | 1     | 0     | 0      | 0      | 0        | 0        | 7      | 0      |
| 2015/16         | VfL Wolfsburg          | Bundesliga           | 13         | 0          | 1     | 0     | 2      | 0      | 1        | 0        | 17     | 0      |
| 2016/17         | VfL Wolfsburg          | Bundesliga           | 20         | 0          | 2     | 0     | —      | —      | —        | —        | 22     | 0      |
| 2017/18         | VfL Wolfsburg          | Bundesliga           | 34         | 0          | 3     | 0     | —      | —      | —        | —        | 37     | 0      |
| 2018/19         | VfL Wolfsburg          | Bundesliga           | 26         | 0          | 3     | 0     | —      | —      | —        | —        | 29     | 0      |
| 2019/20         | VfL Wolfsburg          | Bundesliga           | 26         | 0          | 1     | 0     | 5      | 0      | —        | —        | 32     | 0      |
| 2020/21         | VfL Wolfsburg          | Bundesliga           | 32         | 0          | 3     | 0     | 2      | 0      | —        | —        | 37     | 0      |
| 2021/22         | VfL Wolfsburg          | Bundesliga           | 28         | 0          | 1     | 0     | 5      | 0      | —        | —        | 34     | 0      |
| 2022/23         | VfL Wolfsburg          | Bundesliga           | 34         | 0          | 2     | 0     | —      | —      | —        | —        | 36     | 0      |
| 2023/24         | VfL Wolfsburg          | Bundesliga           | 25         | 0          | 2     | 0     | —      | —      | —        | —        | 27     | 0      |
| Club Totaal     | Club Totaal            | Club Totaal          | 238        | 0          | 18    | 0     | 14     | 0      | 1        | 0        | 271    | 0      |
| 2024/25         | Al-Qadisya             | Saudi Pro League     | 13         | 0          | 2     | 0     | 0      | 0      | 0        | 0        | 15     | 0      |
| Club Totaal     | Club Totaal            | Club Totaal          | 13         | 0          | 2     | 0     | 0      | 0      | 0        | 0        | 15     | 0      |
| Carrière totaal | Carrière totaal        | Carrière totaal      | 330        | 0          | 23    | 0     | 14     | 0      | 1        | 0        | 368    | 0      |

Bijgewerkt op 8 januari 2025.

## Interlandcarrière
Casteels speelde in diverse nationale jeugdelftallen van België. In 2011 nam hij met de Belgische U19 deel aan het EK onder 19 in Roemenië. Casteels kreeg in de eerste groepswedstrijd een basisplaats tegen Spanje, maar na nauwelijks dertien minuten werd hij uitgesloten. Thomas Kaminski verving hem in doel en stond vervolgens ook onder de lat in de groepswedstrijden tegen Turkije en Servië.
Op 16 mei 2013 werd hij voor de eerste keer geselecteerd voor het Belgisch voetbalelftal voor een oefeninterland tegen de Verenigde Staten. Ook Thorgan Hazard en Maxime Lestienne werden voor het eerst geselecteerd. Later werd bekend dat hij voor deze wedstrijd moest passen omdat hij met zijn club Hoffenheim degradatiewedstrijden moest spelen. Hij werd vervangen door Thomas Kaminski. Op 8 augustus 2013 werd Casteels als derde doelman opgeroepen voor een oefeninterland tegen Frankrijk, maar tot een interlanddebuut kwam het niet.
Op 6 april 2014 brak Casteels in de competitiewedstrijd tussen Hoffenheim en Hertha BSC zijn scheenbeen na een ongelukkig contact met Adrián Ramos. Casteels raakte niet meer op tijd fit voor het WK 2014 en werd vervangen door Sammy Bossut als derde doelman.
In maart 2017 werd Casteels naar aanleiding van een vriendschappelijke interland tegen Rusland voor het eerst in drie jaar nog eens opgeroepen. Een jaar later werd Casteels, die het EK in Frankrijk had gemist ten voordele van Jean-François Gillet, geselecteerd voor het WK in Rusland. Casteels kwam als derde doelman niet in actie op het toernooi.
Op 8 september 2020 maakte Casteels zijn interlanddebuut tegen IJsland in een wedstrijd voor de UEFA Nations League 2020/21. Hij werd echter na 54 minuten vervangen door Simon Mignolet nadat hij in botsing kwam met een tegenstander. De Rode Duivels wonnen de wedstrijd met 5-1. Een jaar later miste hij het EK 2020 vanwege een noodgedwongen operatie na het seizoen. Door blessures van Thibaut Courtois en Simon Mignolet speelde hij zijn tweede interland op 8 september 2021 – uitgerekend een jaar na zijn debuutinterland – in een WK-kwalificatiewedstrijd tegen Wit-Rusland. Nadat Courtois in 2023 zijn (tijdelijke) einde bij de Rode Duivels aankondigde, werd Casteels de nieuwe nummer 1. Eind mei 2024 werd Casteels door bondscoach Domenico Tedesco opgenomen in de selectie voor het EK 2024 in Duitsland, waar hij titularis was in alle wedstrijden van de Rode Duivels. Op 17 november 2024 speelde hij tegen Israël in de UEFA Nations League 2024/25 zijn twintigste en laatste interland. Begin maart 2025 liet Casteels weten te stoppen bij de nationale ploeg. De doelman was niet te spreken over de gang van zaken bij het Belgische elftal rondom de terugkeer van zijn concurrent Thibaut Courtois.

## Interlands
| Interlands van Koen Casteels voor België | Interlands van Koen Casteels voor België | Interlands van Koen Casteels voor België | Interlands van Koen Casteels voor België | Interlands van Koen Casteels voor België | Interlands van Koen Casteels voor België |
| No.                                      | Datum                                    | Wedstrijd                                | Uitslag                                  | Soort Wedstrijd                          | Doelpunten                               |
| Als speler bij VfL Wolfsburg             | Als speler bij VfL Wolfsburg             | Als speler bij VfL Wolfsburg             | Als speler bij VfL Wolfsburg             | Als speler bij VfL Wolfsburg             | Als speler bij VfL Wolfsburg             |
| ---------------------------------------- | ---------------------------------------- | ---------------------------------------- | ---------------------------------------- | ---------------------------------------- | ---------------------------------------- |
| 1.                                       | 8 september 2020                         | België – IJsland                         | 5 – 1                                    | UEFA Nations League 2020/21              | -                                        |
| 2.                                       | 8 september 2021                         | Wit-Rusland − België                     | 0 – 1                                    | Kwalificatie WK 2022                     | -                                        |
| 3.                                       | 16 november 2021                         | Wales - België                           | 1 – 1                                    | Kwalificatie WK 2022                     | -                                        |
| 4.                                       | 11 juni 2022                             | Wales - België                           | 1 – 1                                    | UEFA Nations League 2022/23              | -                                        |
| 5.                                       | 28 maart 2023                            | Duitsland - België                       | 2 – 3                                    | Vriendschappelijk                        | -                                        |
| 6.                                       | 9 september 2023                         | Azerbeidzjan – België                    | 0 – 1                                    | Kwalificatie EK 2024                     | -                                        |
| 7.                                       | 12 september 2023                        | België – Estland                         | 5 – 0                                    | Kwalificatie EK 2024                     | -                                        |
| 8.                                       | 19 november 2023                         | België – Azerbeidzjan                    | 5 – 0                                    | Kwalificatie EK 2024                     | -                                        |
| 9.                                       | 5 juni 2024                              | België – Montenegro                      | 2 – 0                                    | Vriendschappelijk                        | -                                        |
| 10.                                      | 8 juni 2024                              | België – Luxemburg                       | 3 – 0                                    | Vriendschappelijk                        | -                                        |
| 11.                                      | 17 juni 2024                             | België – Slowakije                       | 0 – 1                                    | EK 2024 groepsfase                       | -                                        |
| 12.                                      | 22 juni 2024                             | België – Roemenië                        | 2 – 0                                    | EK 2024 groepsfase                       | -                                        |
| 13.                                      | 26 juni 2024                             | Oekraïne – België                        | 0 – 0                                    | EK 2024 groepsfase                       | -                                        |
| Als speler bij Al-Qadisya                |                                          |                                          |                                          |                                          |                                          |
| 14.                                      | 1 juli 2024                              | Frankrijk – België                       | 1 – 0                                    | EK 2024 achtste finale                   | -                                        |
| 15.                                      | 6 september 2024                         | België – Israël                          | 3 – 1                                    | UEFA Nations League 2024/25              | -                                        |
| 16.                                      | 9 september 2024                         | Frankrijk – België                       | 2 – 0                                    | UEFA Nations League 2024/25              | -                                        |
| 17.                                      | 10 oktober 2024                          | Italië – België                          | 2 – 2                                    | UEFA Nations League 2024/25              | -                                        |
| 18.                                      | 14 oktober 2024                          | België – Frankrijk                       | 1 – 2                                    | UEFA Nations League 2024/25              | -                                        |
| 19.                                      | 14 november 2024                         | België – Italië                          | 0 – 1                                    | UEFA Nations League 2024/25              | -                                        |
| 20.                                      | 17 november 2024                         | Israël – België                          | 1 – 0                                    | UEFA Nations League 2024/25              | -                                        |
| Totaal                                   | Totaal                                   | Totaal                                   | Totaal                                   | Totaal                                   | 0                                        |

Bijgewerkt op 8 januari 2025.

## Erelijst
| Competitie    | Aantal        | Jaren         |
| VfL Wolfsburg | VfL Wolfsburg | VfL Wolfsburg |
| ------------- | ------------- | ------------- |
| DFB Pokal     | 1x            | 2014/15       |
| DFL-Supercup  | 1x            | 2015          |

| Competitie                  | Winnaar | Winnaar | Runner-up | Runner-up | Derde  | Derde  |
| Competitie                  | Aantal  | Jaren   | Aantal    | Jaren     | Aantal | Jaren  |
| België                      | België  | België  | België    | België    | België | België |
| --------------------------- | ------- | ------- | --------- | --------- | ------ | ------ |
| Wereldkampioenschap voetbal |         |         |           |           | 1x     | 2018   |